# Fundación Biblioteca Virtual Miguel de Cervantes
La Fundación Biblioteca Virtual Miguel de Cervantes se constituyó en el año 2000. Su Patronato está presidido por Mario Vargas Llosa (Premio Nobel de Literatura en 2010), su vicepresidente es el Rector de la Universidad de Alicante y fueron sus Patronos de Honor Mario Benedetti y Emilio Botín.
La Fundación gestiona la Biblioteca Virtual Miguel de Cervantes, la Cátedra Vargas Llosa y el Centro de Competencia en Digitalización Impact.

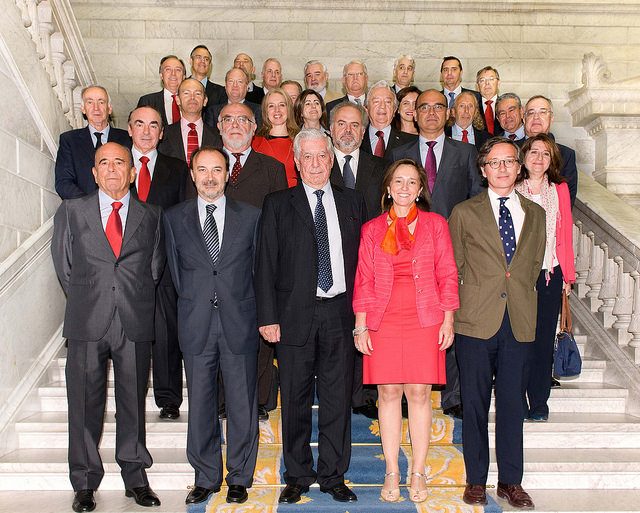
Los miembros del Patronato de la fundación Biblioteca Virtual Miguel de Cervantes en la BNE. Mayo de 2014

## Biblioteca Virtual Miguel de Cervantes
La Biblioteca Virtual Miguel de Cervantes inició su desarrollo en 1998 y se presentó un año después como un fondo virtual de obras clásicas en lenguas hispánicas con un sistema de ordenación y búsqueda similar a una biblioteca y acceso gratuito desde cualquier lugar del mundo a través de internet. El proyecto se ha consolidado como un indiscutible espacio de referencia de la cultura en español y como un proyecto abierto, universal e integrador.
Un Consejo científico, dirigido por Darío Villanueva (catedrático de Literatura española de la Universidad de Santiago de Compostela y director de la Real Academia Española) e integrado por personalidades de prestigio, vela por la calidad de sus contenidos.
El modelo de gestión público-privada de la Cervantes, por medio de una fundación, fue considerado como un ejemplo de buenas prácticas por la Biblioteca Digital Europea (Europeana) en su foro Public-Private Partnership.
El Rey de España, entonces Príncipe de Asturias, en la presentación de la propuesta para la creación de la Biblioteca Virtual de las Letras Centroamericanas (Tegucigalpa, 12 de enero de 2012), destacó como uno de los mayores valores de la Cervantes “su configuración como nexo entre España e Iberoamérica”, y subrayó la importancia de “contar con el apoyo de las empresas e instituciones más importantes para poder consolidar y hacer sostenibles proyectos como este, que contribuye a la cohesión y a la promoción de los vínculos históricos, culturales y sociales entre nuestros países y resulta de una indudable repercusión en la economía del conocimiento basada en las nuevas tecnologías y la expansión del español”.
En febrero de 2013 la Biblioteca Virtual Miguel de Cervantes obtuvo el Premio Stanford para la Innovación en Bibliotecas de Investigación (SPIRL), galardón que compartió con la Biblioteca Nacional de Francia. Según el jurado, la Cervantes mereció el reconocimiento por sus contenidos de primera calidad, entre los que destacan sus ediciones críticas integrales, utilizadas por la comunidad investigadora mundial. La organización subrayó que la Cervantes abordaba los retos de las bibliotecas digitales mediante un diseño abierto y enfocado a los usuarios, con una arquitectura orientada a ofrecer servicios y un soporte de desarrollo en código abierto.

## Cátedra Vargas Llosa
La Cátedra Vargas Llosa se planteó como una iniciativa conjunta de la Fundación Biblioteca Virtual Miguel de Cervantes con las universidades que, en España, habían concedido al Premio Nobel de Literatura 2010 el doctorado Honoris Causa u otras distinciones de relevancia:
• Universidad de Alicante
• Universidad de Castilla-La Mancha
• Universidad de Granada
• Universidad de La Rioja
• Universidad de Las Palmas de Gran Canaria
• Universidad de Málaga
• Universidad de Murcia
• Universidad de Valladolid
• Universidad Europea de Madrid
• Universidad Internacional Menéndez Pelayo
La constitución formal de la Cátedra se produjo el 4 de octubre de 2011, en el transcurso del Patronato de la Fundación Biblioteca Virtual Miguel de Cervantes celebrado en el Palacio de La Zarzuela y presidido por S.A.R. el Príncipe de Asturias.

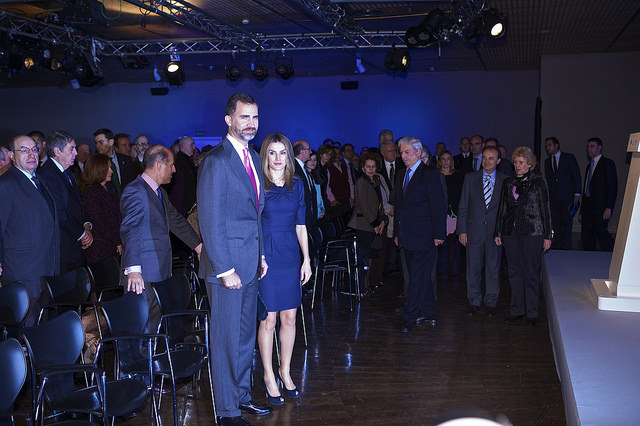
Congreso el 'Canon del Boom'.

Posteriormente se han incorporado las siguientes universidades e instituciones:
• Universidad de Guadalajara (México)
• El Colegio de Puebla (México)
• Pontificia Universidad Católica del Perú
• Universidad Femenina del Sagrado Corazón (Perú)
• Universidad de Lima (Perú)
• Universidad Nacional Mayor de San Marcos (Perú)
• Universidad Peruana Cayetano Heredia (Perú)
• Universidad Peruana de Ciencias Aplicadas
• Universidad Ricardo Palma (Perú)
• Universidad San Ignacio de Loyola (Perú)
• Université Paris-Sorbonne (Francia)
• The City College of New York (EE. UU.)
• Instituto Caro y Cuervo (Colombia)
• Stockholms Universitet (Suecia)

## Centro de Competencia en Digitalización Impact
El Centro de Competencia en Digitalización Impact fue creado en 2012 como continuación del proyecto homónimo de la Comisión Europea.

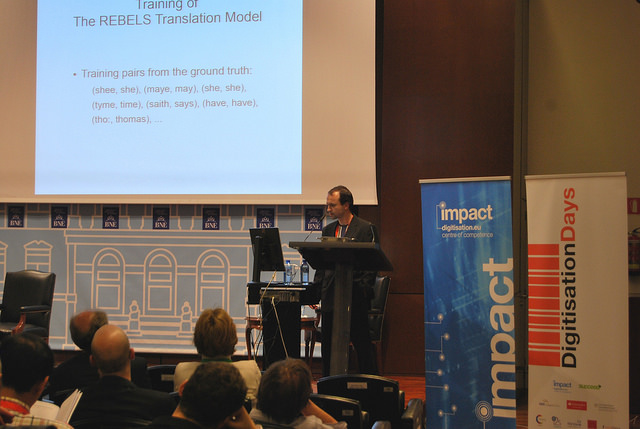
Los miembros del Patronato de la fundación Biblioteca Virtual Miguel de Cervantes en la BNE.

Conforman este consorcio las siguientes bibliotecas, universidades, instituciones y empresas:
- Archivo Federal de Suiza
- Biblioteca Británica
- Biblioteca de la Universidad de Breslavia (Polonia)
- Biblioteca de la Universidad de Stanford
- Biblioteca estatal de Berlín
- Biblioteca estatal y universitaria de Gotinga
- Biblioteca Nacional de Eslovenia
- Biblioteca Nacional de España
- Biblioteca Nacional de Finlandia
- Biblioteca Nacional de Francia
- Biblioteca Nacional de los Países Bajos
- Biblioteca Nacional de Serbia
- Biblioteca Nacional de Suecia
- Biblioteca Nacional de Suiza
- Centro de Información y Procesamiento del Lenguaje de la Universidad Ludwig-Maximilians (Múnich, Alemania)
- Centro de Supercomputación y Redes de Posnania (Polonia)
- Europeana
- Fundación Biblioteca Virtual Miguel de Cervantes (Madrid, España)
- Instituto de Historia de las Representaciones e Ideas en Modernidades
- Instituto de Lexicología Holandés
- Instituto Fraunhofer para la Promoción de la Investigación Aplicada (Múnich, Alemania)
- Libnova (Madrid, España)
- Universidad Católica de Lovaina (Bélgica)
- Universidad Complutense de Madrid (España)
- Universidad de Alicante (España)
- Universidad de Gante (Bélgica)
- Universidad de Gotemburgo (Suecia)
- Universidad de Granada (España)
- Universidad de Guadalajara (México)
- Universidad de Salamanca (España)
- Universidad de Murcia (España)
- Universidad de Salford (Mánchester, Reino Unido)

Formado por expertos en digitalización, Impact asesora, coordina y da apoyo a sus miembros al tiempo que teje una tupida red de colaboradores que comparten los últimos avances científicos y tecnológicos en este campo. También sirve de puente y canal de comunicación, así como de lugar de discusión y encuentro, para facilitar el acceso y la preservación de textos y documentos históricos.